# Альфонс Йомбі
Альфонс Йомбі (фр. Alphonse Yombi, нар. 30 червня 1969, Яунде) — камерунський футболіст, що грав на позиції захисника.
Виступав, зокрема, за клуби «Канон Яунде» та «Олімпік» (Мвольє), а також національну збірну Камеруну.

## Клубна кар'єра
У дорослому футболі дебютував 1989 року виступами за команду «Канон Яунде», в якій провів два сезони. 
У 1993 році перейшов до клубу «Олімпік» (Мвольє), за який відіграв 2 сезони.  Завершив професійну кар'єру футболіста виступами за команду «Олімпік» (Мвольє) у 1995 році.

## Виступи за збірну
У 1990 році дебютував в офіційних матчах у складі національної збірної Камеруну.
У складі збірної був учасником чемпіонату світу 1990 року в Італії.
Загалом протягом кар'єри в національній команді, яка тривала 4 роки, провів у її формі 7 матчів, забивши 1 гол.